# Strada Statale 1 dir dei Balzi Rossi
Die Strada Statale 1 dir dei Balzi Rossi (kurz SS 1 dir) ist eine 3,4 km lange Staatsstraße in der Provinz Imperia, Region Ligurien. Sie führt von der Kreuzung mit der Strada Statale 1 Via Aurelia bis zum Grenzübergang nach Frankreich, wo sie als D6007 weitergeführt wird.

## Geschichte
Die Straße wurde 1964 für den Verkehr freigegeben, damit die Überquerung der Ponte San Luigi auf der Via Aurelia von einem neuen und bequemeren Grenzübergang flankiert werden konnte, der sich weiter unten an der Küste befindet. Sie wurde 1989 als Strada statale klassifiziert, wobei die Nummerierung 1 und die folgenden Punkte der Reiseroute angenommen wurden: „Transplantierte Staatsstraße Nr. 1 in der Ortschaft Latte di Ventimiglia – Staatsgrenze zu Frankreich in Ponte San Ludovico.“

## Verlauf
Die Straße bildet eine Abzweigung der Aurelia und beginnt in der Ortschaft Latte. Ein Teil der Strecke führt durch den Tunnel zur Überwindung des Vorgebirges Balzi Rossi. Die Straße endet in Ponte San Ludovico, an der Staatsgrenze zu Frankreich.